# Fredric Jameson

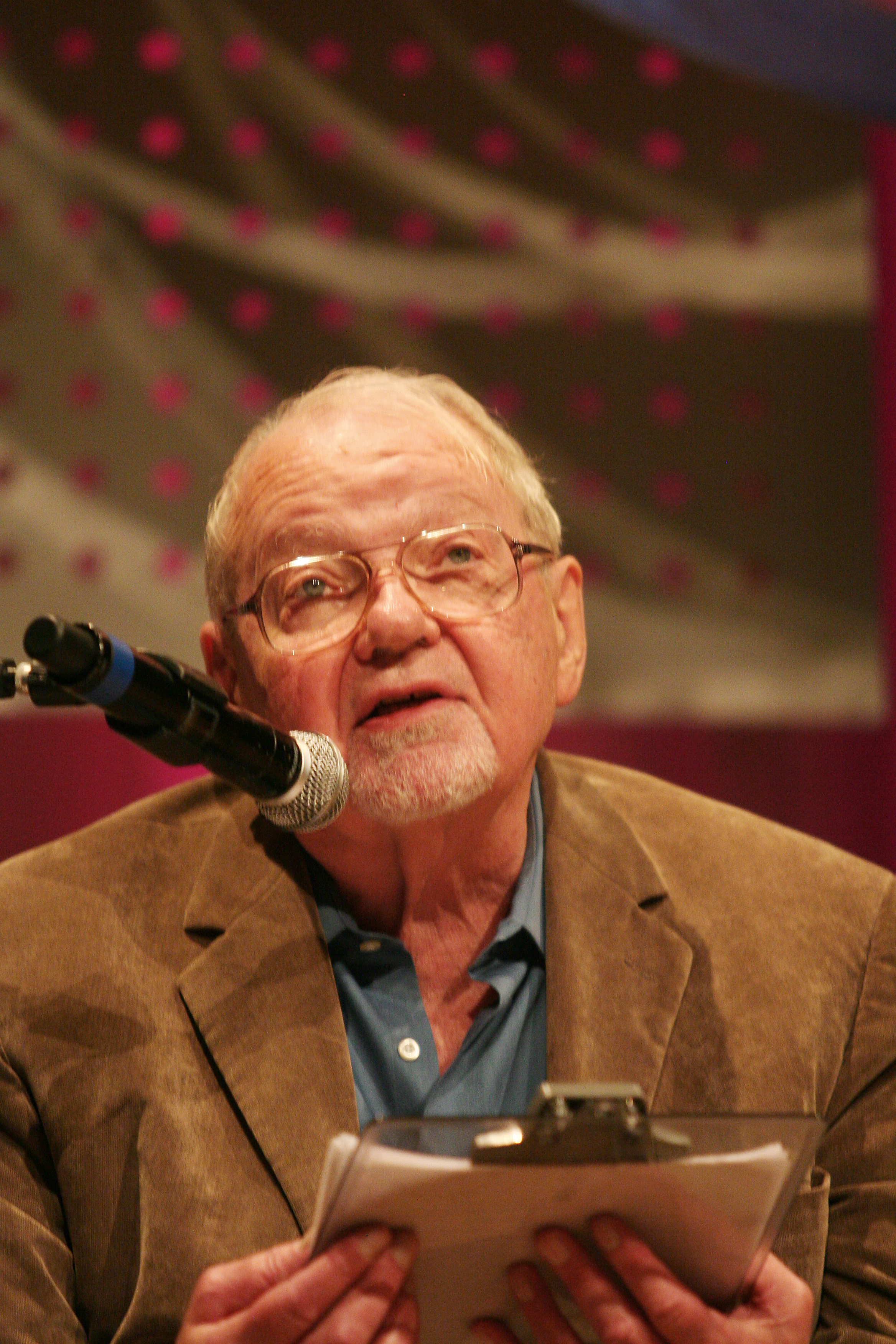
Fredric Jameson (2004)

Fredric R. Jameson (* 14. April 1934 in Cleveland, Ohio; † 22. September 2024 in Killingworth, Connecticut) war ein US-amerikanischer Marxist, Literaturkritiker und -theoretiker. Er war Professor an der Duke University.

## Leben und Werk
Jameson studierte in München, Berlin und an der Yale University. Er wurde über Jean-Paul Sartre bei Erich Auerbach promoviert.
Jamesons Neo-Marxismus mit seiner Betonung des Totalitätsbegriffs ist stark beeinflusst von der immanenten Kritik Hegels sowie von den Arbeiten der Philosophen Georg Lukács, Ernst Bloch, Theodor W. Adorno, Walter Benjamin, Herbert Marcuse, Sartre und insbesondere Louis Althusser. Jameson wurde vor allem bekannt als ein Theoretiker, der in der Tradition der Kritischen Theorie und des Postmarxismus steht.
In den 1950er-Jahren machte er in den USA den dort bislang unbekannten westlichen undogmatischen Marxismus bekannt und hatte somit Anteil an der Entwicklung der neuen Linken in den Vereinigten Staaten.
Jamesons bekannteste Arbeiten sind The Political Unconscious, Postmodernism: The Cultural Logic of Late Capitalism, und Marxism and Form. Er hat Bücher über Politik, Kultur und Literatur veröffentlicht. Auf Deutsch erschienen u. a. 1999 Lust und Schrecken der unaufhörlichen Veränderung aller Dinge (engl. Brecht on Method) sowie 2004 Mythen der Moderne (engl. A Singular Modernity).
Jameson starb im Alter von 90 Jahren.

## Theorie der Postmoderne
Jameson war einer der ersten Theoretiker und Kritiker der Postmoderne. In seinen Analysen beschreibt er, dass die treibenden Ideen der Moderne ihre Greifbarkeit und Gestalt verloren haben. An die Stelle der emblematischen Energie der großen Maschinen und schnellen Fahrzeuge der Moderne seien Bildoberflächen und ihre nichts ausdrückenden Gehäuse getreten. Die technischen Neuerungen der Postmoderne erleichterten lediglich die virtuelle Projektion von Dingen, die bereits existieren. Der Postmodernismus habe das Gefühl für die Differenz zwischen dem Realen und der kulturellen Zeichenwelt verloren. Und er zeichne sich – hierin folgt Jameson Jean Baudrillards Konzept des Simulacrum – durch Merkmale aus, die an die Welt der Schizophrenen erinnern:
- Schwächung des historischen Bewusstseins: Es gebe für die Postmoderne nur noch Texte und Zeichen, die gegenwärtig und simultan im Raum präsent sind; historische Stilimitate und -zitate ersetzen das Verständnis für die reale Geschichte.
- Verlust der Tiefendimension: Dominanz des Zweidimensionalen, Dekorativen, der Spiegelung und der glänzenden Oberflächen; das gelte auch für das Verschwinden theoretischer „Tiefenmodelle“ wie etwa der semiotischen Opposition von Signifikant und Signifikat.
- Schwinden der Barriere zwischen Hoch- und Populärkultur: Charakteristisch seien die Faszination für Kitsch, Werbung, Nostalgie und Paraliteratur (airport paperbacks), die Vorliebe für Parodie und Zynismus ohne politischen Biss (Jameson: der Gestus des „Pastiche“), Kannibalisierung und Imitation aller vergangenen ästhetischen Stile.
- Schwächung des handelnden Subjekts bei gleichzeitiger Steigerung der Affekte und der Imagination –, auch Angst, Überstimulation durch Hyperentertainment, Euphorie, Realitätsverlust, Drogenabhängigkeit, Depression.
- Dominanz reproduktiver (abbildender) statt produktiver Technologien.[4]

Zwar fordert Jameson, die Postmoderne positiv und negativ zugleich zu denken: Alle Züge der Postmoderne seien letztlich nur übersteigerte Züge der Moderne. Doch führe die Diagnose eines Verlustes der Zukunft zu einer überwiegend negativen Bewertung der Postmoderne. Damit vertritt Jameson eine Gegenposition zu Linda Hutcheon. Denn die Literaturtheoretikerin schreibt der postmodernen Ironie eine antitotalitäre Wirkung zu. Der postmoderne Umgang mit der Geschichte, die uns lediglich aus den unzuverlässig überlieferten historischen Diskursen bekannt sei, daher dauernd kritisch revidiert, zitiert und parodiert werden dürfe, stelle eine gesteigerte und produktive Form der Selbstreflexion dar. Linda Hutcheon teilt nicht die Auffassung, dass die Postmoderne in ganz Europa Fuß gefasst habe, sondern sie hielt die Postmoderne in der Veröffentlichung von 1989 vor allem für eine populistische Reaktion auf den Elitarismus und Snobismus der britischen Kultur. Demgegenüber erkennt Jameson in der Postmoderne die spezifische Kultur der Globalisierung –, eine Kultur, die selbst zum Big Business wird, jedoch Ökonomie und Politik kulturalisiert und so zu Kulturkämpfen (statt Klassenkämpfen) führe.

## Mitgliedschaft
- Seit 1985: American Academy of Arts and Sciences

## Auszeichnungen
- 2008: Holberg-Preis[7]
- 2013: Wilbur Cross Medal der Yale University[8]

## Werke

### Englische Sprache
- Sartre. The Origins of a Style. Zugleich Dissertation. Yale University Press, New Haven 1961.
  - Nachdruck: Sartre. The Origins of a Style. Columbia University Press, New York 1984, ISBN 978-0-231-05891-9.
- Marxism and Form. Twentieth Century Dialectical Theories of Literature. Princeton University Press, Princeton 1971.
  - Überarbeitete Ausgabe: Marxism and Form. Princeton University Press, Princeton 1974, ISBN 978-0-691-01311-4.
- The Prison-House of Language. A Critical Account of Structuralism and Russian Formalism. Princeton University Press, Princeton 1972, ISBN 978-0-691-01316-9.
- Fables of Aggression: Wyndham Lewis, the Modernist as Fascist. University of California Press, Berkeley 1979, ISBN 978-1-84467-279-0.
- The Political Unconscious: Narrative as a Socially Symbolic Act. Cornell Univ. Pr., Ithaca NY 1981.
- The Ideologies of Theory. Essays 1971–1986. Vol. 1: „Situations of Theory“. Univ. of Minnesota Pr., Minneapolis 1988.
- The Ideologies of Theory. Essays 1971–1986. Vol. 2: „The Syntax of History“. Univ. of Minnesota Pr., Minneapolis 1988.
- Postmodernism and Cultural Theories. Lectures in China. 1987; Kurzzeichen: 后现代主义与文化理论, Pinyin: Hòuxiàndàizhǔyì yǔ wénhuà lǐlùn (übersetzt von Tang Xiaobing)
- Ideologies of Modelling. 2 Bände. Routledge, New York / London 1988.
- Late Marxism. Adorno, or, The Persistence of the Dialectic. Versoe, New York / London 1990.
- Signatures of the Visible. Routledge, New York / London 1990.
- Postmodernism, or, The Cultural Logic of Late Capitalism. Duke Univ. Pr., Durham NC 1991.
- The Geopolitical Aesthetic. Cinema and Space in the World System. Indiana Univ. Pr., Bloomington 1992.
- The Seeds of Time. The Wellek Library Lectures at the University of California, Irvine. Columbia Univ. Pr., New York 1994.
- Brecht and Method. Verso, New York / London 1998.
- The Cultural Turn. Verso, New York / London 1998.
- A Singular Modernity. Essay on the Ontology of the Present. Verso, New York / London 2002.
- Archaeologies of the Future. The Desire Called Utopia and Other Science Fictions. Verso, New York / London 2005.
- The Modernist Papers. Verso, New York / London 2007.
- Jameson on Jameson. Conversations on Cultural Marxism Duke Univ. Pr., Durham NC 2007.
- Fables of Aggression. Wyndham Lewis, the Modernist as Fascist (2008; rev. Neuausg. d. Erstveröff. von 1979)
- Ideologies of Theory (2008; rev. Neuausg. d. Erstauf. von 1988)
- Valences of the Dialectic. Verso, New York / London 2009.
- The Hegel Variations: On the Phenomenology of the Spirit. Verso, New York / London 2010.
- Representing ‘Capital’: A Reading of Volume One. Verso, New York / London 2011.
- The Antinomies of Realism. Verso, New York / London 2015.
- The Ancients and the Postmoderns. On the Historicity of Forms. Verso, New York / London 2015.
- Raymond Chandler. The Detections of Totality. Verso, New York / London 2016.
- An American Utopia: Dual Power and the Universal Army, hrsg. v. Slavoj Žižek, Verso, New York / London 2016.
- Allegory and Ideology. Verso, New York / London 2019.
- The Benjamin Files. Verso, New York / London 2020.
- Inventions of a Present. The Novel in its Crisis of Globalization. Verso, New York / London 2024.
- The Years of Theory: Postwar French Thought to the Present, hrsg. v. Carson Welch. Verso, New York / London 2024.

### Deutsche Übersetzungen
- Das politische Unbewußte. Literatur als Symbol sozialen Handelns. Übersetzt von Ursula Bauer. Rowohlt, Reinbek bei Hamburg 1988, ISBN 978-3-499-55461-2.
- Spätmarxismus. Adorno oder Die Beharrlichkeit der Dialektik. Übersetzt von Michael Haupt. Argument, Hamburg 1991, ISBN 978-3-88619-391-2.
- Lust und Schrecken der unaufhörlichen Verwandlung aller Dinge: Brecht und die Zukunft. Übersetzt von Jürgen Pelzer. Argument, Hamburg 1999, ISBN 978-3-88619-318-9.
- Mythen der Moderne. (= Kulturwissenschaftliche Interventionen, Band 3). Übersetzt von Hans-Hagen Hildebrandt. Kadmos, Berlin 2004, ISBN 978-3-931659-46-2.
- Hegels Variationen. Zur »Phänomenologie des Geistes«. Übersetzt von Andrea Wald. Turia + Kant, Wien / Berlin 2017, ISBN 978-3-85132-756-4.